# George Fontane
George Fontane (* 14. August 1851 in Berlin; † 24. September 1887 in Lichterfelde bei Berlin) war ein Sohn des Dichters Theodor Fontane und Hauptmann in der kaiserlichen deutschen Armee.

## Leben
George war der älteste Sohn des Dichters Theodor Fontane und dessen Frau Emilie, geborene Rouanet. Er wuchs mit seinen Geschwistern Martha und Theodor jun. in Berlin auf.
Seit etwa 1869 schlug er eine militärische Laufbahn ein und absolvierte eine Ausbildung zum Fähnrich. 1870/71 nahm George Fontane als Secondelieutenant am Deutsch-Französischen Krieg teil. 1871 traf er in Frankreich einige Tage mit seinem Vater zusammen.
Anfang 1878 wurde er zum Premierlieutenant befördert und an die Kadettenschule Oranienstein im Westerwald versetzt. Im Sommer wurde er dort außerordentlicher Lehrer für Geschichte.
1880 wurde er als Hauptmann an die Preußische Hauptkadettenanstalt in Lichterfelde bei Berlin versetzt und verdiente dort 300 Mark monatlich.
Am 12. Juni 1886 heiratete George Fontane Martha, eine Tochter des Justizrates C. Robert. Sie lebten danach in der Villa Robert in der Drakestraße. Am 24. September 1887 starb George Fontane, gepflegt nicht von seiner Mutter, sondern von seiner Schwester, im Alter von 36 Jahren unter entsetzlichen Schmerzen an einer Blinddarmentzündung. George Fontane galt als musisch begabt. Als etwa 25-jähriger spielte er wie seine Schwester Martha und auch seine Frau gelegentlich in Theaterstücken. Es sind etliche Briefe von ihm an seine Eltern und Geschwister sowie an Ludovica Hesekiel erhalten.

## Gedichte
Der Vater Theodor Fontane schrieb zwei Gedichte über das Grab des Sohnes.
Am Jahrestag
(27. September 1888)
Heut ist's ein Jahr, daß man hinaus dich trug,
Hin durch die Gasse ging der lange Zug,
Die Sonne schien, es schwiegen Hast und Lärmen,
Die Tauben stiegen auf in ganzen Schwärmen.
Und rings der Felder herbstlich buntes Kleid,
Es nahm dem Trauerzuge fast sein Leid,
Ein Flüstern klang mit ein in den Choral,
Nun aber schwieg's - wir hielten am Portal.
Der Zug bog ein, da war das frische Grab,
Wir nächsten beide sahen still hinab,

(...)
Das Leben, war dir' s wenig, war dir' s viel?
Ich weiß das eine nur, du bist am Ziel,
In Blumen durftest du gebettet werden,
Du hast die Ruh' nun, Erde wird zu Erden,
Und kommt die Stund' uns, dir uns anzureihn,
So laß die Stunde, Gott, wie diese sein.
Meine Gräber
(1895)
(...)
Auf den Gräbern Blumen und Aschenkrüge,
Vorüber in Ferne rasseln die Züge,
Still bleibt das Grab und der Schläfer drin –
Der Wind, der Wind geht drüber hin.